# 波蘭飲食

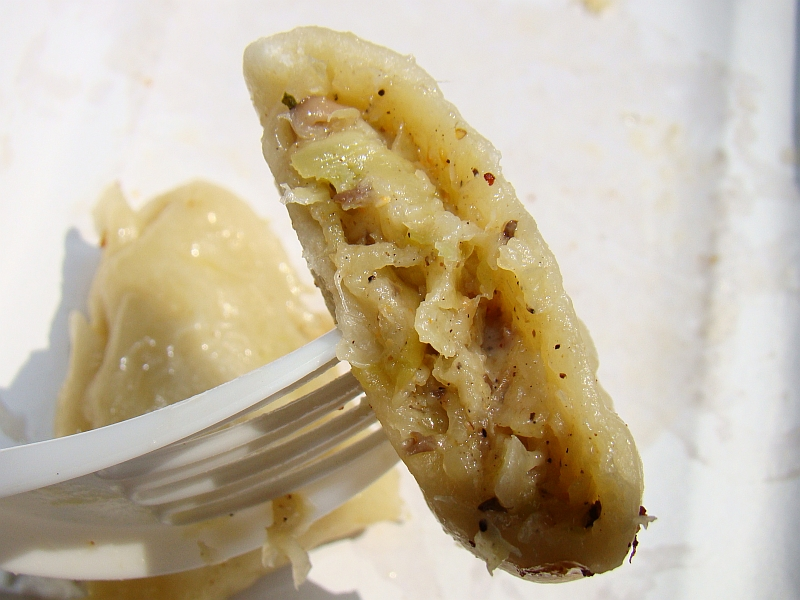
波蘭餃子

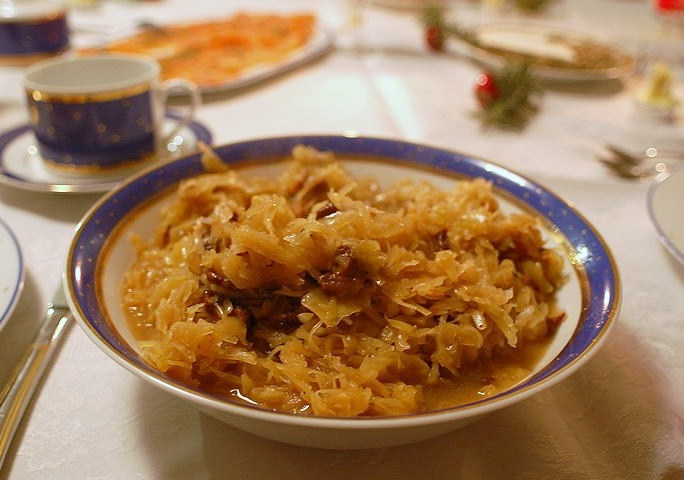
比哥斯

波蘭飲食是指波蘭的飲食文化。波蘭飲食和其他斯拉夫國家的飲食文化有很多相似之處，特別是捷克、斯洛伐克、白俄羅斯、烏克蘭和俄羅斯。波蘭飲食也受到中歐飲食的影響，包括德國、奧地利和匈牙利。此外，波蘭飲食也受到猶太人、法國、土耳其和義大利的影響。首次出版于1682年的《菜谱集》，是波蘭最早的食谱。

## 菜肴

### 前菜
- 羅宋湯
- 肚湯
- 青瓜湯
- 匈牙利湯
- 俄國沙拉
- 番茄湯
- 雞湯
- 血湯

### 主菜
- 波蘭餃子
- 比哥斯
- 德國豬腳
- 波蘭香腸

### 點心
- 年輪蛋糕
- 基塞爾

## 牛奶吧
牛奶吧（波蘭語：Bar mleczny）是波蘭一種特別的快餐店形式，在兩次世界大戰期間和後來的社會主義時期開始流行。牛奶吧的經營方式與今天的餐館類似，提供價格低廉的波蘭傳統料理為其特色。